# Galileo (sonda espacial)
Galileo foi uma nave espacial norte-americana não tripulada, lançada pela NASA para estudar o planeta Júpiter, suas luas e outros corpos celestes do Sistema Solar. Batizada em homenagem ao astrônomo italiano Galileo Galilei, ela consistia em um orbitador e de um sonda atmosférica e foi lançada ao espaço em 18 de outubro de 1989, a partir da órbita terrestre, levada pelo ônibus espacial Atlantis na missão STS-34. Entrou em órbita de Júpiter em 7 de dezembro de 1995, após uma jornada de seis anos pelo espaço assistida pela gravidade de Vênus e da Terra, sendo a primeira sonda espacial a orbitar o planeta gigante. Ela também lançou a primeira sonda no planeta, que transmitiu dados de sua atmosfera antes de ser destruída na descida pela pressão e pelo calor, sem fazer contato com solo firme.
Em sua longa jornada até Júpiter, a Galileo fez novas descobertas pelo caminho, enviou grande quantidade de dados sobre as luas jovianas Io, Europa, Calisto e Ganimedes e observou a colisão do cometa Cometa Shoemaker-Levy 9 em julho de 1994. Apesar de problemas sofridos em sua antena, ela realizou o primeiro sobrevoo de um asteroide, o 951 Gaspra e descobriu a primeira "lua" de um asteroide, Dactyl, em torno de 243 Ida.
Os dados enviados permitiram novo conhecimento da composição da atmosfera de Júpiter e nuvens de amônia também foram mapeadas, possivelmente criadas por escoamento das camadas mais internas da atmosfera. O vulcanismo de Io e sua interação com a gravidade e a atmosfera de Júpiter também foram gravados. As observações feitas nos satélites também permitiram sustentar a teoria da existência de um oceano líquido sob a superfície congelada de Europa e indicaram a possibilidade de camadas de água salgada sob a superfície de Calisto e Ganimedes, este último mostrando possuir um campo magnético. Evidências também foram colhidas de uma exosfera em torno de Europa, Calixto e Ganimedes. A Galileo também mapeou a extensão e a estrutura da magnetosfera de Júpiter e descobriu que o tênue sistema de anéis em torno do planeta é formado por poeira decorrente de impactos sofridos pelas quatro pequenas luas internas.
Em 21 de setembro de 2003, após 14 anos no espaço e oito deles orbitando o sistema joviano, a missão foi encerrada com a sonda espacial sendo deliberadamente tirada da órbita e lançada para a atmosfera de Júpiter a uma velocidade de 48 km/s, desintegrando-se na queda para assim proteger as luas jupterianas, principalmente Europa, de uma possível contaminação com bactérias terrestres, já que acredita-se que em Europa exista um oceano abaixo da crosta de gelo que possa carregar vida.
Em 11 de dezembro de 2013, a NASA anunciou, baseada em estudos dos dados transmitidos pela Galileo mais de uma década antes, que foram detectados minerais de argila – mais especificamente filossilicatos – frequentemente associados a material orgânico, na superfície congelada de Europa. De acordo com cientistas, a presença destes minerais deve ter sido causada pela colisão de um asteroide ou um cometa com o satélite.

## Missão

### Antecedentes
A Galileo começou a ser construída pelo Jet Propulsion Laboratory em 1977, ainda antes do lançamento da missão da Voyager 1 e Voyager 2. Chamada inicialmente de Jupiter Orbiter Probe foi batizada como Galileo em 1978. Os primeiros planos previam que ela fosse colocada em órbita pela nave Columbia em janeiro de 1982, mas atrasos no desenvolvimento do ônibus espacial acabaram permitindo um maior tempo para o desenvolvimento da própria sonda. Com o programa do ônibus espacial começando a decorrer normalmente, a Galileo teve seu lançamento marcado para 1984, mas acabou adiada para 1985 e depois 1986.

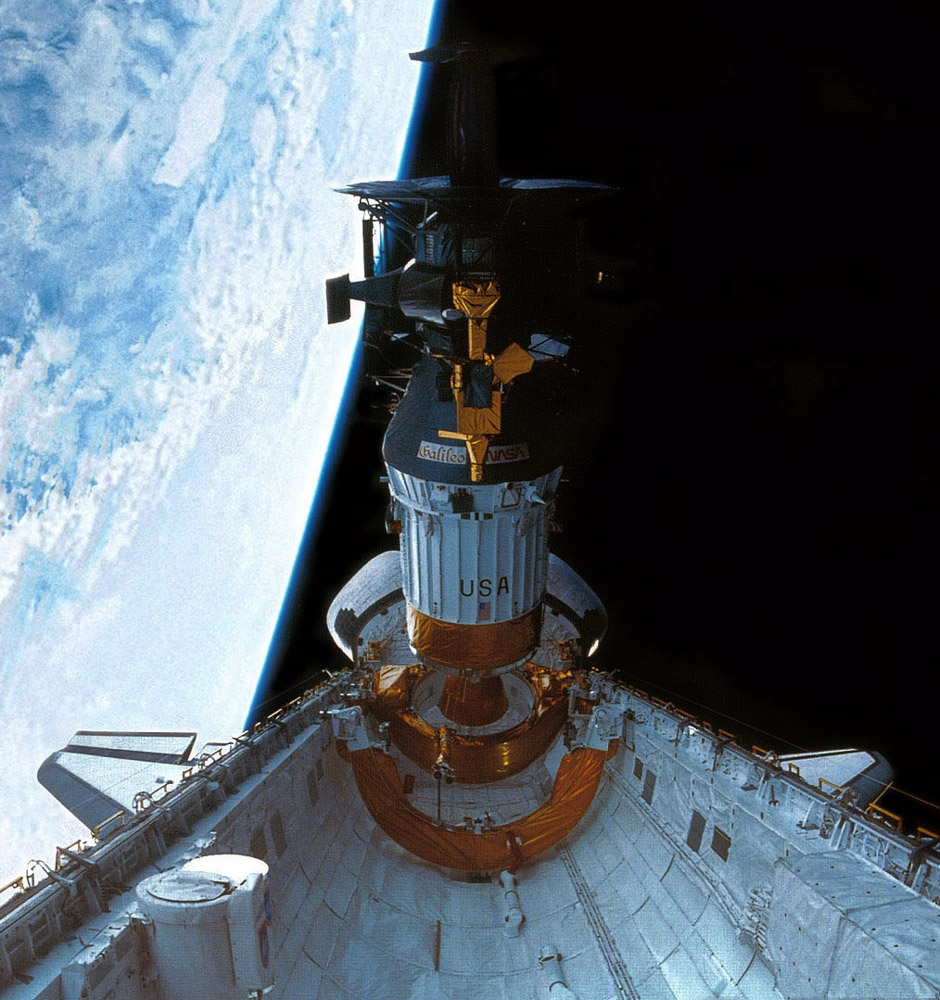
A Galileo (negra) a bordo da Atlantis pronta para lançamento em direção a Júpiter. Acoplado a ela, o pequeno foguete Inertial Upper Stage (branco).

Assim que a espaçonave ficou pronta, seu lançamento foi imediatamente programado para 1986 na STS-61-G Atlantis, afinal também cancelada. O foguete a ser usado seria o Inertial Upper Stage, mas foi trocado para o Centaur e de volta ao IUS após a tragédia da Challenger. O Centaur, movido a hidrogênio líquido, permitiria colocar a Galileo numa trajetória diretamente para Júpiter, porém novamente a missão voltou a ser adiada por causa do hiato das operações americanas no espaço causado pelo acidente com a Challenger e posterior investigação. Novos protocolos de segurança foram introduzidos e como resultado o uso do Centaur no ônibus espacial foi proibido forçando a Galileo a voltar para o Inertial Upper Stage, de menor potência e movido a combustível sólido.
Em 1987, a missão foi então reprogramada para utilizar diversas manobras de assistência gravitacional denominadas "VEEGA" ou "Venus Earth Earth Gravity Assist", usando a gravidade da Terra e de Vênus como um empuxo para lançar a nave com mais velocidade até Júpiter. Depois de todos os adiamentos técnicos e contratempos, a Galileo foi finalmente lançada da baia de carga da STS-34 Atlantis em 18 de outubro de 1989, mais de dez anos após o início de seu desenvolvimento.

### Sobrevoos e sistema joviano
O primeiro corpo celeste a ser sobrevoado foi o planeta Vênus, em 10 de fevereiro de 1990, a uma distância de 16 106 km. Ali ela ganhou um empuxo de 8 030 km/h em velocidade e sobrevoou a Terra duas vezes, a primeira em 8 de outubro de 1990, a 960 km de distância, antes de se dirigir ao asteroide 951 Gaspra, sobrevoando-o a 1 600 km em 29 de outubro de 1991. Voltou a sobrevoar a Terra em 8 de dezembro de 1992 a 300 km de distância, ganhando mais 3,7 km/s em velocidade acumulada. Continuou a órbita então em direção ao asteroide 243 Ida, que sobrevoou em 28 de agosto de 1993 a 2 410 km. Foi durante este sobrevoo que a Galileo descobriu a pequena Dactyl, a primeira vez que uma "lua" de um asteroide foi descoberta.
Em julho de 1994, em trajetória para Júpiter, a Galileo estava perfeitamente posicionada para assistir e transmitir para a Terra imagens da colisão do cometa Shoemaker-Levy 9 com o planeta gigante, enquanto os telescópios terrestres só puderam ver as marcas da batida na superfície de Júpiter pois ainda precisaram realizar longos movimentos de rotação para o local correto do espaço.
Após ejetar a pequena sonda atmosférica em direção ao planeta em 13 de julho de 1995, ela entrou em órbita de Júpiter às 00h27 UTC de 8 dezembro de 1995, o primeiro objeto construído pelo Homem a realizar tal feito.
A principal missão da sonda foi estudar o sistema joviano, Júpiter e seus satélites, por dois anos. Ela viajou ao redor do planeta gigante em elipses alongadas, cada órbita demorando cerca de dois meses para ser completada. As distâncias diferentes alcançadas nestas órbitas permitiram à Galileo fotografar amostras de diferentes partes da extensa magnetosfera de Júpiter. As órbitas foram planejadas para incluírem sobrevoos a pequenas distâncias das maiores luas. Ao fim desta primeira missão em 7 de dezembro de 1997, a Galileo passou a realizar sobrevoos rasantes sobre Europa e Io, o mais próximo deles a 180 km de distância, em 15 de outubro de 2001. O ambiente de radiação nas proximidades do vulcânico Io causaram problemas nos instrumentos da Galileo, fazendo com que estes sobrevoos ao satélite fossem reprogramados para a parte final da missão, quando a perda da sonda poderia ser mais aceitável.
As câmeras da Galileo foram desativadas em 17 de janeiro de 2002 após sofrerem danos irreparáveis causados pela radiação. Os engenheiros da NASA conseguiram reativar alguma eletrônica de gravação de dados e ela continuou a enviar algum material científico até ser finalmente desorbitada e jogada na atmosfera de Júpiter, após fazer uma última medição da massa de Almathea quando a sobrevoou.
Em toda a missão, ela orbitou Júpiter 34 vezes, Calisto 8, Ganimedes 8, Europa 11, Io 7, Amalthea 1 e percorreu um total de 4 631 778 000 km entre seu lançamento da Terra e seu impacto final na camada atmosférica do planeta.

## Características

### A espaçonave

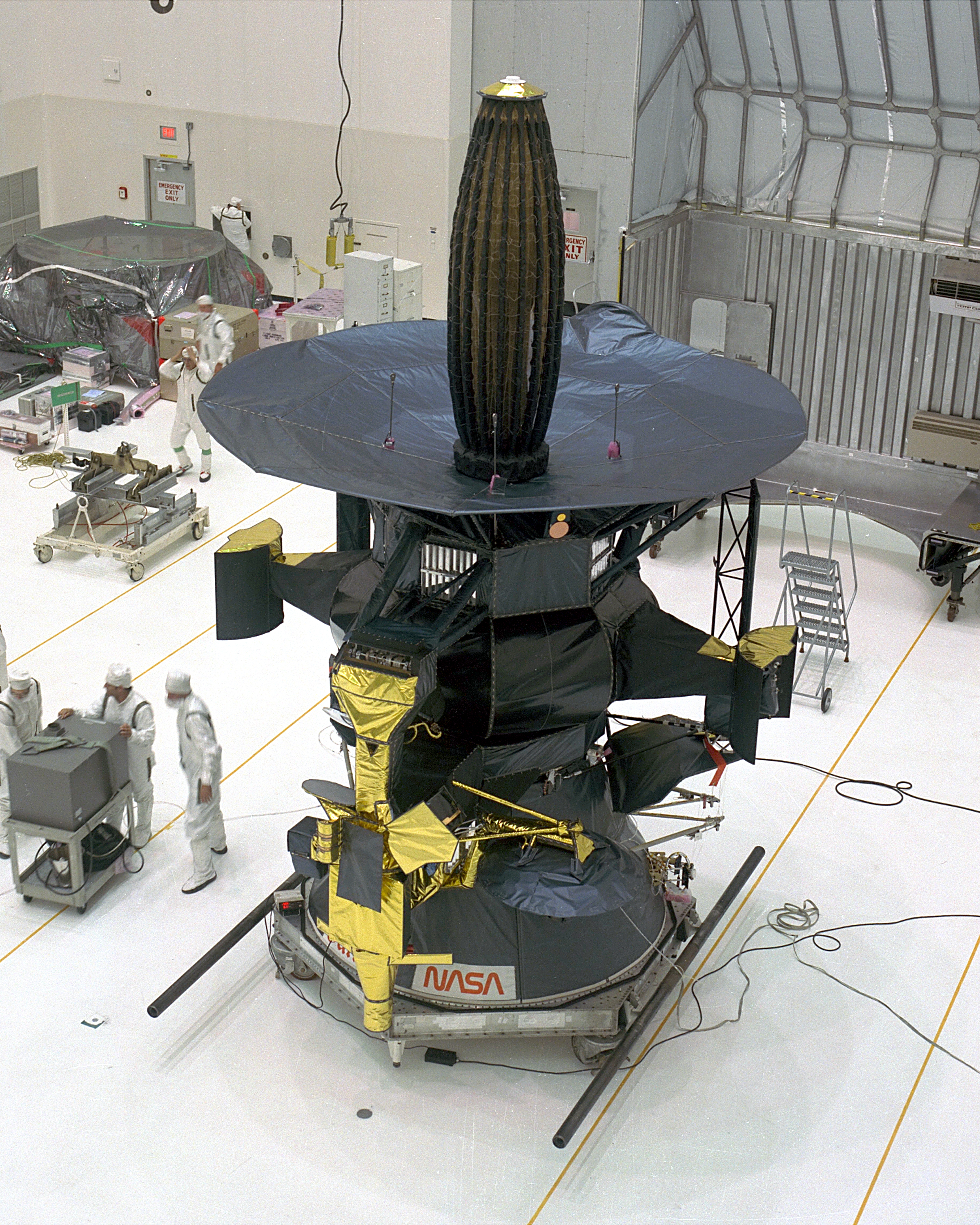
A Galileo no Centro Espacial Kennedy em Cabo Canaveral.

A Galileo foi construída pelo Jet Propulsion Laboratory e operada pela NASA. Seu módulo de propulsão foi fornecido pela Alemanha. A sonda pousadora atmosférica foi construída pela Hughes Aircraft Company.
No lançamento, o orbitador e a sonda juntos tinham uma massa de 2 564 kg e mediam sete metros de altura. O orbitador transportava 118 kg de instrumentos científicos e carregava 925 kg de propelente. Uma das seções da espaçonave girava a 3 rpm, mantendo-a estável e incorporando seis instrumentos que transmitiam dados de posições diferentes. A outra seção era a antena, que transmitia dados periodicamente. No Centro de Controle na Terra, os técnicos usavam um software contendo 650 mil linhas de códigos de programa num processo de órbita sequencial; 1 615 000 linhas em leitura de telemetria e 550 000 linhas em códigos de navegação. Cerca de 800 pessoas trabalharam de algum modo no projeto, construção e operação da espaçonave.

### Instrumentos
- SSI – Solid State Imager

Câmera CCD com definição de 800x800 pixels. Sua parte ótica foi desenhada como um telescópico Cassegrain. O sensor CCD era protegido por um escudo antirradiação, algo fundamental para conseguir operar na rigorosa magnetosfera do sistema joviano. Tinha uma massa de 29,7 kg e consumia em média 15 W de potência.
- NIMS – Near-Infrared Mapping Spectrometer

Espectrômetro com maior comprimento de onda que o SSI, operava em infravermelho. Possuía um telescópio agregado com uma abertura de 229 mm. O espectrômetro utilizava uma grade para dispersar a luz coletada pelo telescópio. Pesava 18 kg e utilizava em média 12 watts de energia.
- UVS/EUV – Ultraviolet Spectrometer / Extreme Ultraviolet Spectrometer

Espectômetro operando com visão ultravioleta. O telescópio acoplado no UVS tinha uma abertura de 250 mm e coletava luz do ponto de observação. Ambos os instrumentos UVS/EUV usavam uma grade tipo boca-de-lobo para dispersar esta luz colhida para análise espectral. Os dois instrumentos juntos pesavam 9,7 kg e usavam 5,9 watts de energia.
- PPR – Photopolarimeter-Radiometer

Possuía sete bandas de radiometria. Uma delas não tinha qualquer filtro e absorvia toda radiação solar e termal. O instrumento fornecia medições da temperatura atmosférica de Júpiter e de seus satélites. Pesava 5 kg.
- DDS – Dust Detector Subsystem

Equipamento usado para medir massa, carga elétrica e velocidade de partículas no sistema joviano. A velocidade destas pequenas partículas podiam ser medidas num alcance de 1-70 km/s. Estes dados ajudavam a descobrir a origem e a dinâmica da poeira na magnetosfera. Pesava 4,2 kg.
- EPD – Energetic Particles Detector

Equipamento criado para medir para medir o número e a energia de partículas de íons e eléctrons que excediam a 20 keV usando detectores de silício sólido. Estas medições ajudavam a compreender como estas partículas conseguiam sua energia e como as transportavam através da magnetosfera de Júpiter. Pesava 10,5 kg.
- HIC – Heavy Ion Counter

Este instrumento foi uma versão modernizada e reembalada de algumas partes da reserva de voo do Cosmic Ray System das missões Voyager. O HIC detectava ions pesados usando pilhas de silício monocristalino, alcançando todos as substâncias atômicas entre o carbono e o níquel. O HIC e o EUV dividiam as linhas de transmissão e assim também dividiam o tempo de observação. Pesava 10,5 kg e uma potência média de 2,8 watts.
- MAG – Magnetometer

O MAG da Galileo usava dois conjuntos de três sensores. Estes três sensores permitiam a medição de três componentes ortogonais do espectro do campo magnético por vez. Pesava 7 kg.
- PLS – Plasma Subsystem

O subsistema de plasma usava sete campos de visão para coletar partículas carregadas para análise de massa e energia. Estes campos de visão cobriam quase todos os ângulos entre 0 e 180º, desdobrando-se partir do eixo de rotação; a rotação da espaçonave levava este campo de visão a um círculo completo. O PLS pesava 13,2 kg e funcionava numa corrente elétrica de 3,9 watts.
- PWS – Plasma Wave Subsystem

Uma antena dipolo de meia onda foi usada para estudar os campos elétricos de plasmas enquanto duas antenas magnéticas de bobina pesquisavam os campos magnéticos. A antena dipolo foi montada na ponta da lança do magnetômetro. Medições quase simultâneas dos espectros dos campos magnéticos e elétricos feitas pelas antenas, permitiram que as ondas eletrostáticas fossem distinguidas das ondas eletromagnéticas. O PLS pesava 7,1 kg.

### Sonda atmosférica

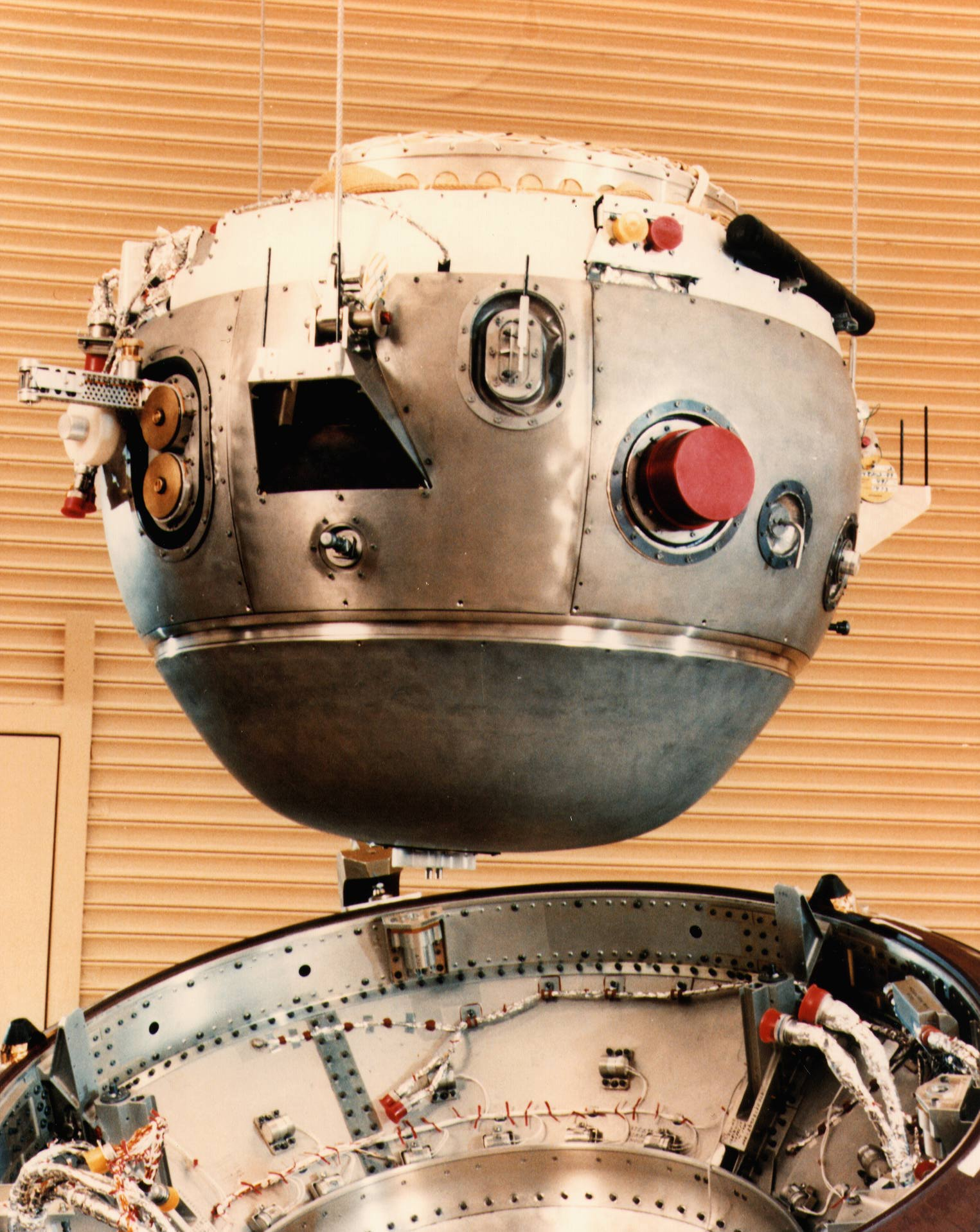
A sonda atmosférica.

A pequena sonda levada pela Galileo foi construída para penetrar o máximo possível na pesada e calcinante atmosfera de Júpiter e transmitir dados para a Terra. Pesando 339 kg, tinha 1,43 m de diâmetro e foi lançada diretamente à superfície do planeta em 13 de julho de 1995, quando a Galileo ainda estava a cinco meses de entrar na órbita e a 80 milhões de quilômetros de distância de Júpiter, a uma velocidade de 47,8 km/s, sem frenagem posterior, com seus instrumentos protegidos da temperatura extrema e alta pressão da atmosfera joviana por um escudo térmico que pesava mais de 100 kg. A densa pressão encontrada fez com que ela fosse naturalmente freada para uma velocidade subsônica menos de dois minutos de penetrar a alta atmosfera do planeta, devido à forças de desaceleração 230 vezes maiores que a existente na gravidade terrestre.
Considerada a mais difícil entrada em atmosfera já tentada, a sonda teve que enfrentar uma força de 230 g e seu escudo térmico de 152 kg, quase a metade do peso total da sonda, perdeu 80 kg até o momento da perda total de contato. Construído com materiais ultra-especializados como carbono fenólico, para testá-lo a NASA construiu um laboratório especial onde simulou a quantidade de calor e pressão a ser enfrentada similar ao aquecimento convectivo na reentrada na atmosfera de uma ogiva nuclear ICBM combinado com o calor radioativo de uma bola de fogo termonuclear. Logo após a entrada, onde enfrentou temperaturas duas vezes maior que as medidas na superfície do Sol, e penetrar na alta camada da atmosfera, a sonda abriu seus paraquedas de 2,5 m de altura e ejetou o escudo térmico protetor, que caiu no interior do planeta.
Durante os 156 km de descida em que ela enviou dados, foram coletados 58 min de informações sobre o meio ambiente local. Só parou de transmitir quando a pressão ultrapassou a 23 atmosferas e a temperatura do ar chegou a 156 °C. Estes dados foram transmitidos para a Galileo a caminho do planeta e de lá para a Terra. Cada um dos dois transmissores em banda larga transmitiu dados científicos quase idênticos a 128 bits por segundo. Ela carregava seis instrumentos:
- Instrumentos de estrutura atmosférica para medir a pressão, a temperatura e a desaceleração;
- Um espectrômetro de massa neutra;
- Um interferômetro de abundância de hélio para estudos da composição atmosférica;
- Um nefelômetro para localização de nuvens e observação de partículas de nuvens;
- Um radiômetro net-flux para medir a variação para cima e para baixo da radiação eletromagnética a altitudes diferentes;
- Um instrumento para medição de emissões de rádio e relâmpagos com um detector de partículas de energia.

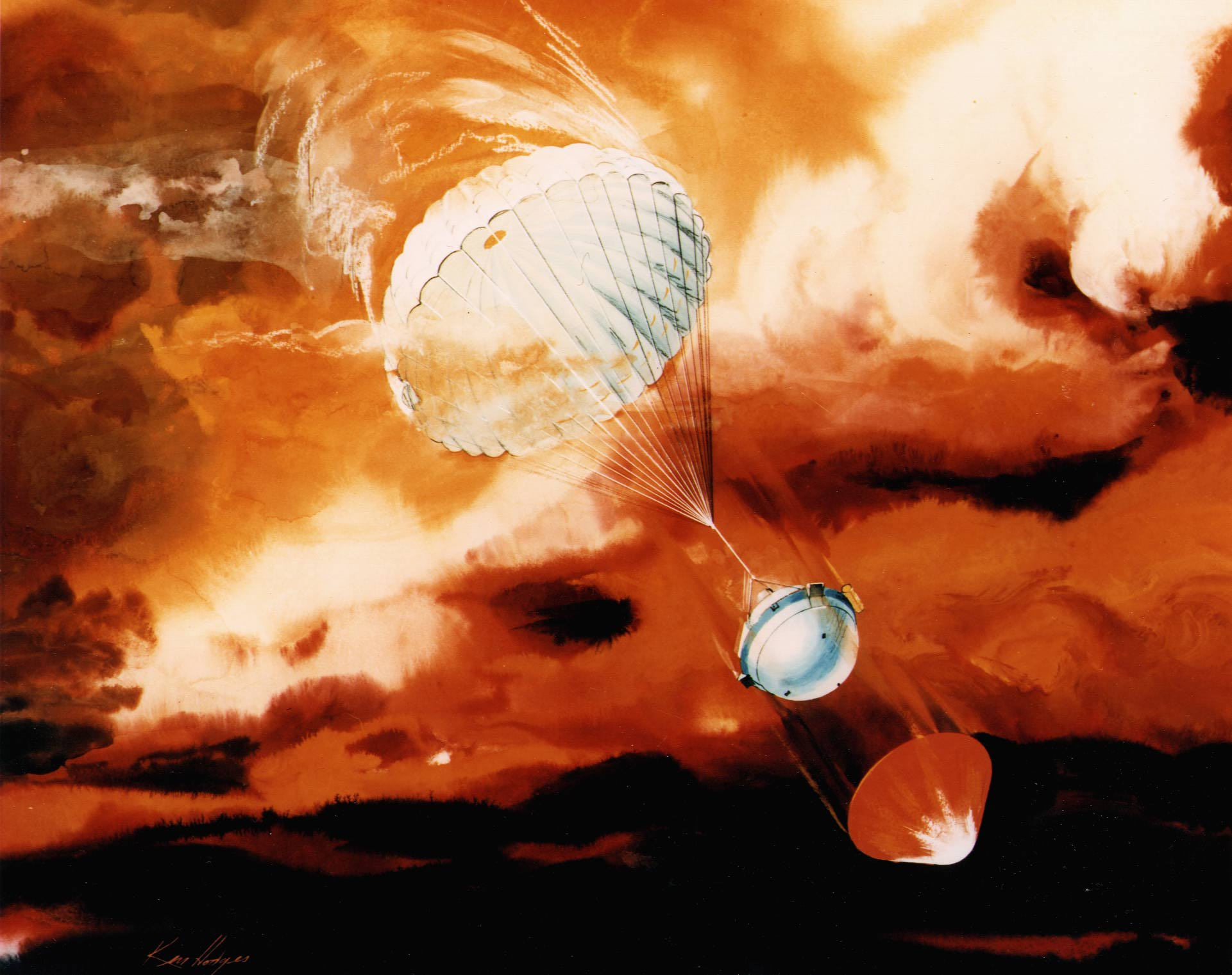
Arte descrevendo a entrada da sonda em Júpiter, com os paraquedas ativados e o escudo térmico ejetado.

A quantidade de dados retornada superou os 3,5 megabites. A sonda parou de transmitir antes que a linha de comunicação com a Galileo fosse cortada. A mais provável causa da interrupção das transmissões foi superaquecimento, o que os sensores indicavam antes da perda final de sinal.
A atmosfera em que a sonda desceu era mais quente e turbulenta que o esperado. Ela foi completamente destruída a medida em que descia através das camadas de hidrogênio molecular abaixo do topo das nuvens jovianas. O paraquedas deve ter sido o primeiro a derreter, cerca de 30 minutos depois da entrada; 40 minutos depois foi a vez dos componentes de alumínio, em queda livre no meio de um crítico ambiente de hidrogênio fluido. A estrutura de titânio deve ter resistido cerca de 6 horas e meia antes da desintegração completa. Devido à alta pressão, as gotas restantes de metais da sonda devem ter vaporizado assim que sua temperatura crítica foi atingida e se misturado ao hidrogênio metálico líquido do interior do planeta gigante.
Foi descoberto que a atmosfera joviana tem menos da metade de hélio esperada; os dados também não confirmaram a teoria das três camadas de nuvens no planeta. Das informações previstas, ela detectou menos raios, menos água, mas mais turbulência que o imaginado, com ventos de até 530 km/h. Nenhuma superfície sólida foi detectada durante a sua jornada descendente de 156 km antes de ser destruída.